# Hanamaki
Hanamaki (花巻市; -shi) é uma cidade japonesa localizada na província de Iwate.  Em 2003 a cidade tinha uma população estimada em 72 926 habitantes.  É conhecida por ter sido o local de nascimento do poeta Kenji Miyazawa, e pelos seus onsen (fontes termais).  A cidade foi consolidada a partir da união de seis localidades menores em 1954.
Hanamaki tem como cidades gémeas Hot Springs, no Arkansas,  Towada-shi na província de Aomori, e Hiratsuka-shi, na província de Kanagawa.

## Transportes
Em termos de comboios, além da empresa JR que vão até à estação de Hanamaki, há os comboios da  Tohoku Shinkansen na Estação Shin Hanamaki, que está, no entanto, bastante afastada do centro da cidade.
O aeroporto de Hanamaki tem voos para Sapporo, Nagoya, Osaka, e Fukuoka.
Autocarros nocturnos ligam Hanamaki e Yokohama.

## Demografia
Em 2003 a cidade tinha uma população estimada em 72 926 e uma densidade populacional de 189 22h/km².

## Atracções turísticas
- Onsen;
- Esqui.

Um dos acontecimentos mais notáveis da cidade é o Hanamaki Matsuri, uma festa anual que ocorre do início a meados de Setembro e que é tradição desde 1593.  Os três dias de festividades incluem uma dança de mais de mil dançarinos sincronizados; o transporte de mais de uma centena de pequenos mikoshi (relicários em andores) e uma parada com carros alegóricos feitos manualmente, descrevendo cenas históricas, fictícias ou míticas, acompanhados de tocadores de tambor, flautistas e porta-lanternas.

## Personalidades
Kenji Miyazawa nasceu em Hanamaki em 1896, onde passou grande parte da sua vida (ainda que tenha viajado frequentemente e vivido durante uma parte da sua vida em Tóquio).  Miyazawa inventou a palavra Ihatov em esperanto, referindo-se à província de Iwate em geral, sendo comum aceitar-se que se refere mais especificamente a Hanamaki.

## Cidades-irmãs
- Hot Springs, Estados Unidos
- Towada, Japão
- Hiratsuka, Japão